# Пію перуанський
Пію перуанський (Synallaxis courseni) — вид горобцеподібних птахів родини горнерових (Furnariidae). Ендемік Перу.

## Опис
Довжина птаха становить 18,5 см, вага 15 г. Верхня частина тіла бурувато-сіра, надхвістя сіруватіше. Хвіст довгий, тонкий, східчастий, сірувато-рудий. Лоб темно-сірий, тім'я темно-руде. Обличчя і нижня частина тіла сірі, живіт дещо світліший. Горло темне. поцятковане білими плямками. Крила руді.

## Поширення і екологія
Перуанські пію мешкають на півдні центрального Перу, в долині річки Тамбо. Вони живуть в чагарниковому і бамбуковому підліску вологих гірських тропічних лісів і подокарпусових рідколісь та у високогірних чагарникових заростях. Зустрічаються на висоті від 2450 до 3500 м над рівнем моря, парами або сімейними згра'ками. Живляться комахами, яких шукають в густій рослинності поблизу землі.

## Збереження
МСОП класифікує цей вид як вразливий. За оцінками дослідниківі, популяція перуанських пію становить від 600 до 1700 птахів. Їм загрожує знищення природного середовища.